# Добруцкая, Вера Петровна
Вера Петровна Добру́цкая (1911 — после 1995) — зоотехник-селекционер, участница выведения сычёвской породы крупного рогатого скота, лауреат Сталинской премии.

## Биография
Родилась в селе Торбеево Сычёвского уезда Смоленской губернии (сейчас — Новодугинский район, Смоленская область).
Училась в Дугинской школе-девятилетке с сельскохозяйственным уклоном, где в старших классах преподавали специальные предметы. После того, как сдала на «отлично» экзамен по зоотехнии, её приняли на должность младшего зоотехника Сычёвской племенной станции, которая в 1930 году была преобразована в госплемрассадник по симментальской породе. Окончила заочное отделение ЛСХИ.
С 1934 года — зоотехник-селекционер. Занималась работой по выведению новой сычёвской породы путём скрещивания симментальского скота с местным.
После начала войны участвовала в эвакуации скота (1300 голов) в Ярославскую область (перегон занял 47 дней).
За ней закрепили скот, эвакуированный в Даниловский район, и она за два года обеспечила прирост стада на 300 голов. При этом была сохранена вся племенная документация.
Вернулась в Сычёвку в сентябре 1943 года и возобновила работу по созданию племенного ядра новой породы, которая была зарегистрирована в 1950 году. В качестве одного из её создателей получила Сталинскую премию.
С 1966 года на пенсии. Жила в селе Новодугино.
Муж — Флегонт Анастасьевич — фронтовик, пропал без вести в июле 1941 года.

## Признание
- Сталинская премия первой степени (1951) — за выведение новой породы крупного рогатого скота «Сычёвская».
- два ордена Ленина (18.12.1950; 5.3.1955)
- орден Трудового Красного Знамени (29.6.1950)
- медали
- Золотые и Серебряные медали ВДНХ

Одна из составителей книг:
- Государственная племенная книга крупного рогатого скота сычевской породы [Текст]. — [Москва] : Сельхозгиз, 1952-. — 27 см. Т. 4 [Текст] / Сост.: лауреат Гос. премии, канд. с.-х. наук Л. В. Фетисова, лауреат Гос. премии В. П. Добруцкая, Е. Д. Лагутина, М. М. Крылова. — Москва : Россельхозиздат, 1971. — 590 с.
- Государственная племенная книга крупного рогатого скота сычевской породы [Текст]. — 1952 — .Т. V / Министерство сельского хозяйства РСФСР, Росплемобъединение ; сост.: Л. В. Фетисова, В. П. Добруцкая, Е. Д. Лагутина ; ред. Н. Н. Григорьев. - Москва : Россельхозиздат, 1976. - 709 с.